# 윤석구
윤석구(尹錫龜 또는 尹錫九, 1892년 3월 15일 서천 ~ 1950년 9월)는 대한민국의 정치인이다. 한국전쟁 때 피살당하였다.
서천군 화양면 완포리 334번지 태생이다. 영국 선교사가 세운 한영학교를 수석졸업, 한영학교 교사로 재직해오다 1913년 중국 만주지방에서부터 독립운동을 시작했다. 일본군에 대항하는 독립군으로 활동하던 윤석구는 황포 군관학교 2기로 졸업하면서 김구의 명령에 의해 대한민국 임시정부의 연통제 조직인 임시정부 삼수지국에 임명된다. 삼수지국은 이미 독립협회의 밀파 공작원으로 활동하던 윤석구가 삼수군(三水郡,옛 만주부근)으로 내려와 활동하는 동안 강일기, 박기춘 두 명은 물론 주민에게 음과 양으로 민족의식을 고취시키고 자주정신을 배양케 해 민족항쟁의 정신적 토대를 이룬 곳이다. 이후 윤석구는 1922년 상하이 임시정부 국내 자금책에 임명돼 국내로 복귀, 군산 멜볼딘여고 교사로 재직하면서 나라의 독립을 위해 대한민국 임시정부로 계속해서 군자금을 보냈다.
해방이 가까워지자 윤석구는 김구에게서 대한민국 임시정부 귀국 준비위원으로 임명, 독립운동을 펼쳐왔던 자신의 몸을 숨기기 위해 군산에서 영신환이라는 한약상을 운영하며 김구의 귀국을 도와오던 중 해방을 맞이했다. 당시 군산에서 지명도와 인지도가 있었던 윤석구는 무장해제된 채 이남에 내려온 김구에 의해 한국독립당 중앙 집행위원(당수 김구), 건국준비위원회 군산지부장, 대한독립촉성국민회 군산지부장, 비상국민회 전북 대표의원으로 활동하였다. 임시정부 입법의원으로 활동하던 그는 1948년 김구의 명에 의해 무소속으로 군산의 국회의원 후보로 출마, 상대후보 보다 2천6백11표가 많은 1만7백37표를 얻어 국회의원에 당선됐다. 당시 김구의 두터운 신임을 얻고 있던 윤석구는 1948년 8월 이승만 대통령의 요청에 따라 김구가 추천한 초대 체신부장관(1948년 8월 ~ 1949년 6월)에 역임돼 김구와 이승만 사이의 교량 역할을 수행했다. 한국전쟁이 발발하자 고향인 서천으로 피신하여 장남 윤여홍 외 2남 2녀를 지금의 화양면 완포리에 남겨 두고 인민군이 군산에 도착할 때까지 군산과 대전 등지를 돌며 반공강연을 펼쳤다. 이윽고 인민군이 군산에 도착하자 윤석구는 서천에서 급히 군산으로 건너가 정부에서 보내온 부산으로 향하는 배를 기다리던 중 한 밀고자에게 신고돼 인민군에 체포, 전주형무소에 이송되기에 이르게 된다. 전주형무소에 수감된 윤석구는 자신의 신분이 발각되지 않도록 인민군의 모진 고문에도 묵묵부답으로 일관하다 미국 육군 딘 소장이 대전전투에서 패전한 후 전주형무소 이송돼 초대내각의 일원으로 활동한 윤석구를 알아차려 인민군에게 신분이 노출되어, 미군의 인천상륙작전으로 다시 후퇴하게 된 인민군에 의해 총살되었다.

## 기타 약력
- 조선예수교회 장로
- 한국독립당 군산특별당 부위원장
- 입법의원의원
- 1948년 5월 10일: 제헌국회의원(전북 군산) 당선

## 역대 선거 결과
| 실시년도 | 선거   | 대수 | 직책     | 선거구      | 정당   | 득표수   | 득표율          | 순위 | 당락 | 비고 |
| -------- | ------ | ---- | -------- | ----------- | ------ | -------- | --------------- | ---- | ---- | ---- |
| 1948년   | 총선   | 1대  | 국회의원 | 전북 군산부 | 무소속 | 18,728표 | \| \| 71.80% \| | 1위  |      | 초선 |
|          | 71.80% |      |          |             |        |          |                 |      |      |      |

## 참고 자료
- 《대한민국 의정총람》, 국회의원총람발간위원회, 1994년
- 윤석구 - 대한민국헌정회

| 전임 길원봉 (미군정 체신부장) | 초대 체신부 장관 1948년 8월 4일 ~ 1949년 6월 13일 | 후임 장기영 |